# 迪莉娅陨石坑
迪莉娅陨石坑（Delia）是位于月球正面云海东侧，构成戴维链坑的其中一座小撞击坑，其名称取自希腊女性名，1976年被国际天文学联合会批准接受。

## 描述

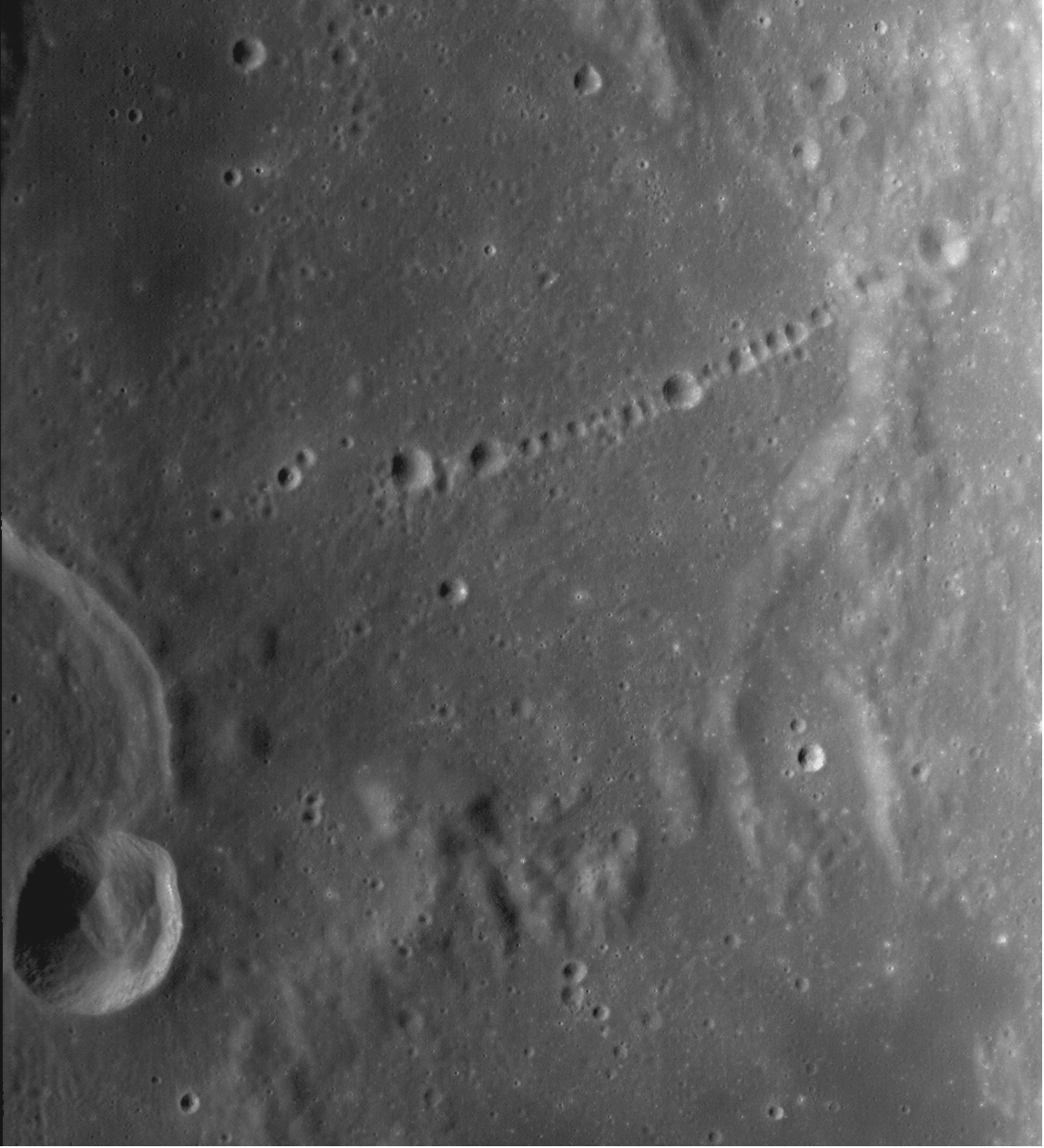
戴维链坑，月球勘测轨道飞行器拍摄。

在戴维链坑中还包含有艾伦坑、普里西拉坑、苏珊坑、奥斯曼坑及哈罗德坑。该陨坑西南则靠近戴维环形山、北面与帕利扎陨石坑相毗邻、东北和东南则分别坐落了托勒密环形山和阿方索环形山。该陨坑中心月面坐标为10°55′S 6°08′W / 10.91°S 6.13°W，直径1.57公里，深度约0.29公里。

迪莉娅陨石坑外观几乎呈正圆杯形，西南侧坑壁因相邻坑的撞击挤压而显平直。坑壁最大高出周边地形60米，内部容积约0.15公里3。